# Leiotríquids
Els leiotríquids (Leiothrichidae) són una família de moixons de l'ordre dels passeriformes creada arran dels estudis fets sobre membres de la família dels timàlids (Timaliidae) que van demostrar que algunes espècies no hi estaven relacionades.

## Sistemàtica
La família dels timàlids (Timaliidae) ha servit com un "calaix de sastre" on ubicar una sèrie de tàxons d'ocells del Vell Món, de difícil catalogació. La família Leiothrichidae és un dels grans clades que han aparegut arran els treballs de Gelang et al (2009). El Congrés Ornitològic Internacional recull aquest canvis a partir de la versió 2.6 (2010).

## Llista de gèneres
Segons la classificació del Congrés Ornitològic Internacional (versió 11.1, 2021), aquesta família està formada per 16 gèneres amb 133 espècies:
- Gènere Grammatoptila, amb una espècie: xerraire estriat (Grammatoptila striata).
- Gènere Cutia, amb dues espècies.
- Gènere Laniellus, amb dues espècies.
- Gènere Trochalopteron, amb 19 espècies.
- Gènere Montecincla, amb 4 espècies
- Gènere Heterophasia, amb 7 espècies.
- Gènere Actinodura, amb 9 espècies.
- Gènere Leiothrix, amb dues espècies.
- Gènere Minla, amb una espècie: minla cua-roja (Minla ignotincta).
- Gènere Leioptila, amb una espècie: síbia dorsibruna (Leioptila annectens).
- Gènere Liocichla, amb 5 espècies.
- Gènere Argya, amb 16 espècies
- Gènere Turdoides, amb 19 espècies.
- Gènere Garrulax, amb 14 espècies.
- Gènere Ianthocincla, amb 8 espècies.
- Gènere Pterorhinus, amb 23 espècies.